# Confronto tra software di VoIP
I programmi di Voice over IP (VoIP) consentono di telefonare utilizzando internet, un sistema economico e sempre più popolare sia tra aziende che tra privati.
Una lista di software VoIP è disponibile nell'articolo su Voice over IP.

## Programmi
| Programma                                                   | Sistemi operativi supportati                             | Licenza / tipo sorgente                                                      | Costi                           | Sicurezza | Altre funzionalità | Protocolli: su cui è basato/con cui è compatibile                                               | Per chi è stato pensato                                        | Ultima versione distribuita |
| ----------------------------------------------------------- | -------------------------------------------------------- | ---------------------------------------------------------------------------- | ------------------------------- | --- | --- | ----------------------------------------------------------------------------------------------- | -------------------------------------------------------------- | --- |
| Asterisk PBX                                                | Linux, Linux per PPC, OpenBSD, FreeBSD, Mac OS X Jaguar. | Doppia licenza: GPL / Commerciale                                            |                                 | | |                                                                                                 |                                                                | |
| AD Phone                                                    | Windows 2000 o superiore                                 | Licenza proprietaria e codice sorgente privato.                              |                                 | | SMS, Videochiamate, tariffe particolarmente basse anche verso zone normalmente a tariffazione alta, si guadagnano punti chiamata con i quali effettuare telefonate gratuite. |                                                                                                 | Privati e imprese.                                             | |
| CrypTech Archiviato il 26 gennaio 2013 in Internet Archive. | Cellulari Windows Mobile, Symbian e Linux                | Proprietario / Closed                                                        |                                 | Il protocollo risale al 2003 ed è stato creato con il supporto del Politecnico di Torino e il Dipartimento di Informatica | Il protocollo VoIP Cryptech per cellulari è criptato tramite AES a 256 bit e utilizza chiavi condivise dagli utenti o generate automaticamente tramite algoritmo Diffie-Hellman e distrutte alla fine della telefonata. Vengono criptati anche gli SMS. |                                                                                                 | Privati, Imprese e Governi                                     | |
| Dingotel                                                    | Windows                                                  | Sorgente chiusa                                                              |                                 | Parte del traffico di Dingotel è criptato. | Has an interesting 2-way radio feature, so you can tunnel FRS through the internet. |                                                                                                 | Walkie Talkie                                                  | |
| Discord                                                     | Windows, macOS, Linux, Android, IOS, Browser             | Proprietario freeware                                                        | Freemium (più free che premium) | sicurezza medio alta | Consente la creazione di server non ospitati dagli utenti, la condivisione dello schermo(solo PC), consente di effettuare chiamate e videochiamate, e di personalizzare le emoji di un server se si hanno i permessi necessari. | La chat vocale utilizza il protocollo UDP La chat testuale utilizza il protocollo TCP (UDP/TCP) | Videogiocatori(Gamers)                                         | 0.0.297 aggiornata il 13/01/2017 |
| Ekiga                                                       | Linux, Windows                                           | GPL Free software                                                            |                                 | | | SIP, H.323                                                                                      |                                                                | 2013-02-21 (ver. 4.0.1) |
| GameComm                                                    | ?                                                        |                                                                              |                                 | | |                                                                                                 |                                                                | |
| GE2006                                                      | Solo Windows                                             | Proprietario freeware                                                        |                                 | Crittografia & CP, | Voice, Video, Voice Mail, Missed Calls |                                                                                                 |                                                                | |
| Google Talk                                                 | Windows XP/2000                                          | Proprietario / closed                                                        |                                 | | |                                                                                                 |                                                                | |
| iCall                                                       | Windows XP/2000                                          | Proprietario freeware                                                        |                                 | SIP | Chiamate gratuite PC-Telefono in USA e Canada, voicemail | SIP                                                                                             |                                                                | |
| IP Multimedia Subsystem                                     | ?                                                        |                                                                              |                                 | | |                                                                                                 |                                                                | |
| Jajah                                                       |                                                          | Proprietario freeware                                                        |                                 | SIP | Video, chat, sms, voicemail | SIP, Skype, Gizmo5 e IAX/H.323                                                                  |                                                                | |
| KCall                                                       | Linux                                                    | GPL / LGPL                                                                   |                                 | | |                                                                                                 |                                                                | |
| LEVOIP Archiviato il 5 luglio 2008 in Internet Archive.     | Solo Windows                                             | Proprietario                                                                 |                                 | SIP | Chiamate gratuite PC-Telefono, chat. | SIP - H.323                                                                                     | Funziona con qualsiasi telefono anche da GSM (vecchi e nuovi). | |
| Messagenet Mobile per Symbian                               | Smartphone Symbian 3.0 e 3.1                             | SIP                                                                          |                                 | gratuito | Consente di ricevere ed effettuare chiamate VoIP dal proprio smartphone sotto copertura 3G e WiFi | SIP                                                                                             |                                                                | |
| Messagenet Mobile per iPhone e iPod touch                   | OS 2.2 o successivo                                      | SIP                                                                          |                                 | gratuito | Consente di effettuare chiamate VoIP dal proprio iPhone o iPod touch sotto copertura WiFi. Può inviare anche fax di testo. | SIP                                                                                             |                                                                | |
| MindSpring (formerly Vling)                                 | Windows XP, 2000,                                        | Aperto SIP, freeware                                                         |                                 | | Instant messaging, chiamate gratuite tra PC, chiamate da PC a telefono, trasferimento file | voicemail gratuita, SIP, XMPP                                                                   |                                                                | |
| ML VoIP                                                     | Windows                                                  | commerciale                                                                  |                                 | SIP | possibilità di integrazione con qualsiasi applicativo esterno, gestionali, CRM, ecc. Conferenza, rubrica condivisa, integrazione con Exchange | SIP                                                                                             | Uffici, piccola-media-grande utenza (fino a 120 linee ISDN)    | |
| MSN Messenger                                               |                                                          | Proprietario/closed                                                          |                                 | | |                                                                                                 |                                                                | |
| OpenH323 and OPAL                                           | ?                                                        | Open source?/MPL                                                             |                                 | | | Usato come base di molti altri applicativi VoIP, inclusi Ekiga e GnuGK                          |                                                                | |
| PeerMe                                                      | ?                                                        | Proprietario freeware                                                        |                                 | | |                                                                                                 |                                                                | |
| PhoneGaim                                                   | Linux (Linspire), Windows XP/2000                        |                                                                              |                                 | | | SIP                                                                                             |                                                                | |
| Phoner                                                      | Windows                                                  | proprietario freeware                                                        |                                 | | registrazione, voicemail | SIP, CAPI                                                                                       |                                                                | |
| PrivateWave                                                 | Nokia/Symbian iPhone/iOS Blackberry/BlackberryOS Android | proprietari / parte opensource, gratuita versione sola ricezione             |                                 | ZRTP, SRTP, SIP/TLS signaling encryption | | SIP                                                                                             | Cifratura delle comunicazioni                                  | 16.0 |
| QuteCom                                                     | Linux, Mac, Windows XP/2000                              | GPL Free software                                                            |                                 | SIP | Video, chat,sms, voicemail, wengo a telefono, telefono a wengo | SIP,Yahoo!, MSN, Jabber, GoogleTalk                                                             |                                                                | 2.1 |
| ReSIProcate                                                 |                                                          | Vovida Software License (open source)                                        |                                 | | |                                                                                                 |                                                                | |
| SIP Communicator                                            | Linux, macOS, Windows                                    | LGPL                                                                         |                                 | | |                                                                                                 |                                                                | |
| SIP Express Router (SER)                                    | ?                                                        |                                                                              |                                 | | |                                                                                                 |                                                                | |
| SipX                                                        | ?                                                        | Open source (diverse licenze OSI approvate)                                  |                                 | | |                                                                                                 |                                                                | |
| SJphone                                                     | Windows XP/2000, Mac, Windows Mobile, Linux              |                                                                              |                                 | | | SIP/H.323 utilizzato da molti servizi.                                                          |                                                                | |
| Skype                                                       | Windows XP/2000, Mac, Linux, Symbian                     | Proprietario/chiuso                                                          |                                 | Sicurezza tramite segretezza. Vedere Skype#Potenziali rischi per discussioni dettagliate. | Video, Chat, trasferimento file, voicemail, Skype a telefono tradizionale, telefono a Skype |                                                                                                 |                                                                | 5.8.0.158 Windows, 5.6.0.143 Mac OS X, 2.2.0.35 Linux |
| SoftwarePhone EuteliaVoip                                   | Windows XP                                               | Proprietario, freeware                                                       |                                 | SIP | Registrazione, chiamate gratuite tra utenti del network EuteliaVoip | SIP, Obelisk                                                                                    | Aziende e privati                                              | Prossimamente disponibile per Linux e Mac |
| *starShop                                                   | ?                                                        | Open source                                                                  |                                 | | | Basato su Asterisk PBX                                                                          | Calling Shops & Internet cafe.                                 | |
| TERAVoice Server                                            | ?                                                        |                                                                              |                                 | | |                                                                                                 |                                                                | |
| Tivi                                                        |                                                          |                                                                              |                                 | | |                                                                                                 |                                                                | |
| Tuenti                                                      | Web, Android, iOS, Windows Phone                         | Proprietario/chiuso                                                          |                                 | | Instant messaging, chiamate VoIP, condivisione foto e video, trasferimento file e SMS |                                                                                                 | Privati                                                        | |
| Vbuzzer                                                     | ?                                                        | Proprietario freeware                                                        |                                 | | |                                                                                                 | Ideato per essere usato insieme a Vbuzzer                      | |
| VIDEOPhone 4G                                               | Windows 2000, XP e Vista                                 | Proprietario, freeware                                                       |                                 | SIP | Video, Chat, trasferimento file, voicemail, autorisponditore per esigenze di videosorveglianza a distanza, ricezione chiamate da rete PSTN, VideoPhone4G a telefono tradizionale, da telefono tradizionale a VideoPhone, anche con adattatore VoIP Linksys PAP2, Registrazione messaggi audio e video, invio sms multipli, ricezione sms, Videoconferenza P2P, chiamate gratuite VoIP. | SIP, Proprietario                                                                               | Aziende e privati                                              | Messa in commercio versione con plus per prenotazione Limousine, Ristoranti, discoteche e Hotel/viaggi. Già disponibile la versione per Symbian e Windows Mobile |
| Voikap                                                      | Windows XP/2000                                          | Proprietario freeware                                                        |                                 | SIP | Chiamate gratuite PC-Telefono, chat. | SIP                                                                                             |                                                                | |
| VoipCheap                                                   | Windows XP/2000, Mac, Linux                              |                                                                              |                                 | | Chiamate gratuite PC-Telefono, chat. |                                                                                                 |                                                                | |
| Yahoo! Messenger                                            | Windows, Mac                                             | Proprietario                                                                 |                                 | | Video, chat, trasferimento file |                                                                                                 |                                                                | |
| YATE                                                        | Windows, Linux                                           | GPL / MPL Free software                                                      |                                 | | | VoIP server e client per H.323, IAX, e SIP                                                      |                                                                | |
| Zfone (beta testing da aprile 2006)                         | Windows, Linux, Mac                                      | Sorgente visualizzabile + Licenza proprietaria (include time bomb prevision) |                                 | Basato su SRTP, che usa AES a 256-bit insieme con un sistema key exchange 3,000-bit e verifica della voce per prevenire attacchi di tipo man in the middle. Protocollo pubblicato come una IETF draft: "ZRTP: Extensions to RTP for Diffie-Hellman Key Agreement for SRTP" | |                                                                                                 | Security conscious individuals and businesses                  | |
| Zoiper                                                      | Linux, macOS, Windows                                    | Freeware + commerciale                                                       |                                 | SIP, RTP, STUN, IAX, IAX2 | | conferenza nativa, elenco indirizzi, integrazione di outlook, clicca e chiama                   |                                                                | 2015-10-23 (Android ver. 1.27) |

### Programmi non più sviluppati
- Gizmo5
- PGPfone
- Tapioca